# Burg Alt-Rapperswil
Die Burg Alt-Rapperswil ist eine abgegangene mittelalterliche Höhenburg bei Altendorf im Kanton Schwyz in der Schweiz. Auf dem Fundament der runden Burgkapelle steht der Chor der Kapelle St. Johann.

## Lage
Die Burgstelle liegt auf dem Sporn eines Hügels, der die Linthebene und den oberen Zürichsee überblickt. Der Ort Lachen liegt unterhalb des Hügels am Ufer des Sees, wenn auch die Burgstelle auf dem Boden der Gemeinde Altendorf liegt. In der Nähe der Burgstelle sind Parkplätze verfügbar. Wanderwege führen von der Schiffsanlegestelle Altendorf Seestatt und vom Bahnhof Lachen zur Burgstelle.

## Geschichte
Rahprehteswilare als Bezeichnung von Altendorf wird erstmals in einer Urkunde von Kaiser Ottos II. erwähnt, in welcher die Güter des Klosters Einsiedeln bestätigt werden. Die Bezeichnung leitet sich von Raprecht ab und bedeutet der Weiler (oder das Dorf) von Raprecht. Ein alemannischer Edelmann im 7. oder 8. Jh. dürfte Raprecht geheissen haben. Die Rapperswiler hatten Besitzungen in der Zentralschweiz und in der Ostschweiz, genauer um den oberen Zürichsee und um den später verlandeten Tuggenersee, im Zürcher Oberland und im Glattal.
Die Rapperswiler waren seit dem 11. Jh. Vögte des Klosters Einsiedeln, die neben dem Schlossturm Pfäffikon möglicherweise auch die Burg Alt-Rapperswil als Sitz des Vogts bauen liessen – das genaue Datum des Baus ist unbekannt, die Burg könnte bereits im 10. Jh. entstanden sein. Um 1200 wurde das heutige Schloss Rapperswil auf der anderen Seite des Zürichsees gegründet, das zur neuen Stammburg der Rapperswiler wurde. Das Dorf mit der Kirche St. Michael am alten Platz wurde vetus villa Rapperswile, wörtlich Alte Stadt Rapperswil genannt, und das Schloss fortan als vestize der alten Rapreswile, wörtlich Festung der alten Rapperswiler bezeichnet. Gegen Mitte des 15. Jh. tauchte erstmals der Name zu dem alten Dorfe auf, woraus die Bezeichnung Altendorf für das Dorf bei Alt-Rapperswil entstand.
Zürcherische Truppen unter der Leitung von Rudolf Brun zerstörten im Jahre 1350 Alt- und Neu-Rapperswil in Vergeltung des als Zürcher Mordnacht bekannt gewordenen gescheiterten aristokratischen Putschversuchs, der die durch Brun eingeführte Zunftordnung der Stadt Zürich rückgängig machen sollte.
Die Zerstörung von Alt-Rapperswil folgte einer Belagerung der Burg im September 1350, an der neben den Zürchern auch verbündete Truppen aus Konstanz und St. Gallen beteiligt waren. Gemäss der Chronik wurde den 30 Bewohnern nach fünf Belagerungstagen freies Geleit gegeben und danach wurden die Mauern durch Untergraben zum Einsturz gebracht, was bei den Ausgrabungen 1972 bestätigt werden konnte.
Neu-Rapperswil wurde in den Jahren 1352 bis 1354 von Albrecht II., Herzog von Österreich, wieder aufgebaut. Von Alt-Rapperswil wurde nur die Kapelle wieder errichtet. Sie war entgegen den Aufzeichnungen des Chronisten Aegidius Tschudi aus dem 16. Jh. ebenfalls zerstört worden, was bei den Grabungen im Jahr 1972 nachgewiesen werden konnte.
Der habsburgische Einfluss in der March ging 1386 nach der Schlacht bei Sempach verloren, die Güter und Rechte gingen an Zürich über.

## Bauwerk
Die genaue Lage von Alt-Rapperswil war lange unbekannt. Sie konnte erst bei der Renovation der Kapelle St. Johann bestätigt werden, als bei Sondierungen eine ausgedehnte mittelalterliche Wehranlage zum Vorschein kam. Die Kammburg belegte auf dem Grat des Hügels eine Fläche von 100 × 35 Metern. Der eingeebnete, bis zu acht Meter tiefe Burggraben auf der Nord- und Ostseite sowie der Halsgraben auf der Westseite sind noch schwach zu sehen. Auf dem ehemaligen Burgareal stehen die Kapelle St. Johann und das dazugehörige Sigristenhaus.
Der zu sieben Achtel geschlossene Chor der Kapelle St. Johann steht auf einem ungefähr 70 cm breiten Fundament eines ehemaligen Rundturms der Burg. Es wird vermutet, dass die Kapelle zu Erinnerung der Kreuzzüge und Wallfahrten der Rapperswiler der Grabeskirche in Jerusalem nachempfunden wurde, denn bei den Ausgrabungen wurden ein Fundament gefunden, das der Überrest eines Altarsockels sein könnte. Der schnelle Wiederaufbau der Kapelle nach deren Zerstörung 1350 wird durch ein gotisches Doppelfenster belegt, wie es in der Region auch bei anderen Bauten aus den 1370er-Jahren zu finden ist.
Unter dem Kirchenschiff der heutigen Kapelle St. Johann wurde ein parallel zum Grat verlaufendes Mauersegment mit zwei darin eingelassenen Türschwellen gefunden. Östlich des Chors der heutigen Kapelle auf einer sieben Meter tiefer liegenden Terrasse wurde ein quadratisches Fundament von 3,4 Metern Kantenlänge gefunden, das von einer Brandschicht umgeben war, in der Reste von Ofenkacheln gefunden wurden. Eine eineinhalb Meter dicke Ringmauer muss die Anlage umgeben haben.
Kapelle und Ruinenreste sind ein Schweizer Kulturerbe der Kategorie A, das heisst von nationaler Bedeutung.